# Kecskés D. Balázs
Kecskés D. Balázs (Szeged, 1993. március 30.–) Junior Prima-díjas, Artisjus-díjas és kétszeres Istvánffy Benedek-díjas magyar zeneszerző, a Liszt Ferenc Zeneművészeti Egyetem tanársegédje. Kompozícióiban merít az elmúlt évszázadok klasszikus zenetörténeti hagyományából, miközben saját, egyéni világot hoz létre nagy múlttal rendelkező elemek – formák, harmóniák – új összefüggésbe helyezésével. Széles alkotói repertoárral rendelkezik, művei között szóló- és kamaraművek, zenekari kompozíciók, versenyművek, valamint vokális alkotások is megtalálhatóak.

## Életpályája[2]
Zenéjét érzelmi mélység és intellektuális gazdagság egyszerre jellemzi. Kompozíciói „finom színekkel papírra vetett, gondosan kihallgatott művek” (Hollós Máté laudációja). Merít az elmúlt évszázadok klasszikus zenetörténeti hagyományából, miközben saját, egyéni világot hoz létre nagy múlttal rendelkező elemek – formák, harmóniák – új összefüggésbe helyezésével. Jeanette Fang az Accusativus című zongoranégyeséről írta: „Balázs kiváló érzékkel, Debussy-re emlékeztetve jeleníti meg az ábrándos nyugalmat, légies szépségű zenéjével káprázatos pillanatokat teremt.”
A Zeneakadémia zeneszerzés tanszékének oktatójaként Kecskés D. Balázs – a komponálás, mint elsődleges fontosságú tevékenység mellett – a tanítást, valamint a zenetudományi kutatómunkát is hivatásának tekinti.
Széles alkotói repertoárral rendelkezik, művei között szóló- és kamaraművek, zenekari kompozíciók, versenyművek, valamint vokális alkotások is megtalálhatóak. Szívesen komponál nagy hagyománnyal rendelkező kamaraegyüttesekre (zongoranégyes, zongoratrió), valamint kórusra. Szöveges kompozícióiban gyakran nyúl szakrális témákhoz, illetve dolgoz fel filozófiai írásokat. Komm című vonósnégyesre és négy énekhangra írt oratóriuma részleteket tartalmaz Gilles Deleuze, Claire Parnet, Paul Thymich és T. S. Eliot írásaiból. A mű egyszerre idézi meg Bach koráljait és világít meg mai korunkban aktuális, égető kérdéseket.
Művei hazai és nemzetközi színtéren egyaránt elhangzanak. 2021-ben az Eötvös Péter Alapítvány zeneszerző mentoráltja, amely során magyarországi és nemzetközi együttesekkel fog együtt dolgozni.Az amerikai Garth Newel Piano Quartet rendszeresen műsorra tűzi Accusativus című zongoranégyesét. Martin Tchiba zongoraművész számára írt prelűdje a 2018-as saarbrückeni bemutatója óta a művész repertoárján szerepel. A 2019-es ISCM fesztiválon az észt Collegium Musicale Kamarakórus szólaltatta meg Alleluja című kórusművét. A magyarországi hangversenyéletnek is rendszeres szereplője, darabjai olyan együttesek előadásában szólaltak meg, mint a Magyar Rádió Énekkara és Zenekara, a Budafoki Dohnányi Zenekar, a Liszt Ferenc Kamarazenekar, a Budapesti Vonósok, az Óbudai Danubia Zenekar, az Új Liszt Ferenc Kamarakórus, a Kodály Kórus, a Vass Lajos Kamarakórus vagy a Concerto Budapest Zenekar.
Számos hazai és nemzetközi díja, versenyeredménye közül kiemelkedik a 2020-as ostravai Generace zeneszerzésversenyen Komm című művével elnyert 1. díja, valamint a 2018-ban Accusativus című zongoranégyesével elnyert Garth Newel Award, amelyet a zsűri 90 pályamű közül választott ki.
2020-ban – zeneszerzői munkásságának elismeréseképpen – Junior Prima díjat, valamint Junior Artisjus díjat kapott. 2020-ban Komm című darabjáért, valamint 2019-ben Trois romances című kompozíciójáért elnyerte a Magyar Zeneszerzők Egyesülete Istvánffy Benedek díját, amellyel minden évben egy 40 év alatti szerző által komponált, kiemelkedő darabot ismernek el.
2019-ben elnyerte a Magyar Művészeti Akadémia három évig tartó alkotói támogatását. Két ízben (2018, 2019) az Új Nemzeti Kiválóság Program ösztöndíjasa volt. 2016-ban – Zsoltártöredék című diplomadarabjának elismeréseképpen – megkapta az Aurora Musis Amica Alapítvány zeneszerzői ösztöndíját.
Középfokú zenei tanulmányait a Bartók Béla Zeneművészeti Szakgimnáziumban kezdte, ahol 2007 és 2011 között Fekete Győr István (zeneszerzés) és Kecskés Balázs (zongora) növendéke volt. Tanulmányait a Liszt Ferenc Zeneművészeti Egyetem zeneszerzés tanszakán folytatta, ahol 2016-ban, Vajda János osztályában kitüntetéses diplomát szerzett. 2015-2016-ban a firenzei Luigi Cherubini konzervatóriumban Paolo Furlani növendékeként tanult. 2017 óta a Liszt Ferenc Zeneművészeti Egyetem zeneszerzés szakos doktorandusza, valamint a zeneszerzés tanszék oktatója.
Fesztiválok és mesterkurzusok résztvevője, amelyek során a világ legnevesebb művészeivel dolgozhatott együtt. Részt vett Heinz Holliger, Louis Andriessen, Fabio Nieder, David Lang, Christopher Austin, Paolo Furlani és Hugi Gundundsson mesterkurzusain. A 2017-es izlandi Dark Music Days Festival résztvevője, valamint a 2016-os Livorno Music Festival résztvevője és zeneszerzői ösztöndíjasa.
Zeneszerzői és pedagógiai tevékenysége mellett aktívan foglalkozik zenetudományi kutatásokkal is. Elsősorban Thomas Adès, brit zeneszerző munkássága és a kortárs amerikai zeneszerzés posztminimalista irányzatai érdeklik, de írásaiban a popzene és a nyugati klasszikus hagyomány kapcsolatát, valamint a klasszikus tradíció dinamikus természetét is vizsgálja.

## Jelenlegi tevékenysége[3]
2020-jelenleg
- Liszt Ferenc Zeneművészeti Egyetem – egyetemi tanársegéd (zeneszerzés tanszék)

2017- 2020
- Liszt Ferenc Zeneművészeti Egyetem – óraadó tanár (zeneszerzés tanszék)

2017-2019
- LFZE Bartók Béla Zeneművészeti és Hangszerképző Gyakorló Szakgimnázium –  zeneszerzéstanár

2013-2016
- Magyar Táncművészeti Főiskola – korrepetitor

## Tanulmányai[4]
2017- től
- Liszt Ferenc Zeneművészeti Egyetem Doktoriskola – Zeneszerzés DLA

2016-2017
- Liszt Ferenc Zeneművészeti Egyetem – Zeneművésztanár szak – Zeneszerzőtanár szakirány TMA

2014-2016
- Liszt Ferenc Zeneművészeti Egyetem – Zeneszerzés szak MA (főtárgy: Vajda János)

2015-2016
- Conservatorio di Musica Luigi Cherubini, Firenze
  - Erasmus+ Program
  - Zeneszerzés szak (főtárgy: Paolo Furlani)

2011-2014
- Liszt Ferenc Zeneművészeti Egyetem – Zeneszerzés szak BA (főtárgy: Vajda János)

2007-2011
- Bartók Béla Zeneművészeti Szakközépiskola és Gimnázium
  - Zeneszerzés szak (főtárgy: Fekete Győr István)
  - Zongora szak (főtárgy: Kecskés Balázs)

## Főbb művek[5]
2020:
- Journal (szimfonikus zenekarra, a Magyar Rádió Zenekara, Magyar Rádió, 6-os Stúdió, Budapest)
- Áldom az Urat minden időben (vegyeskarra, az evangélikus kántorképző tanfolyam résztvevői, Fót)

2019:
- Liebeslieder (fuvolára, csellóra és zongorára, Trio Espress, Zeneakadémia, Solti terem, Budapest)
- Komm (vonósnégyesre és négy énekhangra, Gilles Deleuze, Claire Parnet, Paul Thymich és T. S. Eliot szövegeire, Kruppa Kvartett, Fasori református templom, Budapest)

2018:
- Relief (szólózongorára, Szalai Éva, Budapest Music Center, Budapest)
- Concerto grosso (szóló basszusharsonára és vonószenekarra, Budapesti Vonósok Budapest Music Center, Budapest)
- Alleluja (vegyeskarra, Kodály Kórus, XVIII. Bartók Béla Kórusverseny, Kölcsey Központ, Debrecen)
- Trois sérénades (ensemble, Régi Zeneakadémia, Budapest)
- Prelude for Martin Tchiba (szólózongorára, WIReless, Tonhalle, Martin Tschiba, Düsseldorf)

2017:
- Enyhülés (zongorára és szopránhangra, Arany János soraira, Tatai Nóra, Szabó Ferenc János, MINI-Fesztivál, Vigadó, Budapest)
- Trois romances (vegyeskarra és zongorára, Új Liszt Ferenc Kamarakórus, Zeneakadémia, Solti terem, Budapest)
- Accusativus (zongoranégyes, Garth Newel Piano Quartet, Garth Newel, USA)
- Partita (szólózongorára, Csabay Domonkos, Régi Zeneakadémia, Budapest)

2016:
- Vonósnégyes (vonósnégyesre, Kruppa Kvartett, Metronóm Tető, Budapest)
- Floating (ensemble, Livorno Music Festival)
- Zsoltártöredék (szimfonikus zenekarra, vegyeskarra és tenor szólistára, a 90. zsoltár és József Attila versrészletek felhasználásával, Budafoki Dohnányi Zenekar, Zeneakadémia, Nagyterem, Budapest)
- Fantasy (hegedűre és zongorára, Kruppa Bálint, Csabay Domonkos, Zeneakadémia, Nagyterem, Budapest)

2014 :
- Szonya (opera-jelenet, szimfonikus zenekar, szólisták, Concerto Budapest Zenekar, Zeneakadémia, Solti terem, Budapest)

## Díjak, elismerések és ösztöndíjak[6]
2020:
- Eötvös Péter Alapítvány – zeneszerző mentorált[7]
- „GENERACE” zeneszerzőverseny – I. díj, Ostrava[8][9]
- Junior Prima díj[10]
- Istvánffy Benedek díj (Komm)[11]
- Junior Artisjus díj[12]

2019:
- Istvánffy Benedek díj (Trois romances)[13]
- Magyar Művészeti Akadémia – alkotói ösztöndíj
- Új Nemzeti Kiválóság Program – ösztöndíj

2018:
- Garth Newel Award – nagydíj[14]
- Arany János Zeneszerzőverseny – III. díj
- Új Nemzeti Kiválóság Program – ösztöndíj

2016:
- Livorno Music Festival zeneszerzői ösztöndíja
- Aurora Musis Amica alapítvány zeneszerzői díja
- Nemzet Fiatal Tehetségeiért Ösztöndíj

2015:
- A Magyar Köztársaság ösztöndíja
- Nemzet Fiatal Tehetségeiért Ösztöndíj

2013:
- A Gárdonyi Jubileumi Emlékév zeneszerzői pályázat – II. díj, Budapest

2012:
- „GENERACE” zeneszerzőverseny – III. díj, Ostrava
- LFZE zeneszerzőverseny – I. díj, Budapest

2011:
- Csábi Szeder Fábián Dalegylet kórusfesztivál – NAGYDÍJ
- Csáb Bartók Béla országos zeneszerzésverseny – II. díj, Budapest

## Filmzenék[15]
2019 Szabadság, harc (Sára Balázs és Csáji László Koppány kis-játékfilmje)

## Publikációk[16]
- 2017 Kecskés D. Balázs: Kell-e nekünk a popzene?, Parlando, 2017
- 2017 Kecskés D. Balázs: A moduláció mint szimbólum, avagy a félhangok felelősségteljes szerepe, Parlando, 2017

## Kurzusok, tanulmányutak
2019 ISCM Festival – Alleluja című vegyeskari mű elhangzása a Collegium Musicale kamarakórus előadásában, Tallinn
2018 Garth Newel Piano Quartet – egy hetes rezidensi tartózkodás az Egyesült Államokban a Garth Newel Piano Quartet meghívott zeneszerzőjeként, Garth Newel, USA
2017 Dark Music Days Festival – Hugi Gudmundsson mesterkurzusa, Reykjavik
2016:
- Livorno Music Festival – Christopher Austin mesterkuzusa,
- Livorno Royal Academy of Music – szakmai tanulmányút, London

2014 David Lang mesterkurzusa, Budapest Heinz Holliger mesterkurzusa, Budapest
2013 Conservatorio Santa Cecilia – szakmai tanulmányút, Róma
2012:
- Bartók Szeminárium és Fesztivál – Louis Andriessen és Fabio Nieder mesterkurzusa,
- Szombathely Academy of Music in Cracow – szakmai tanulmányút, Krakkó